# Oostenrijk-Hongarije

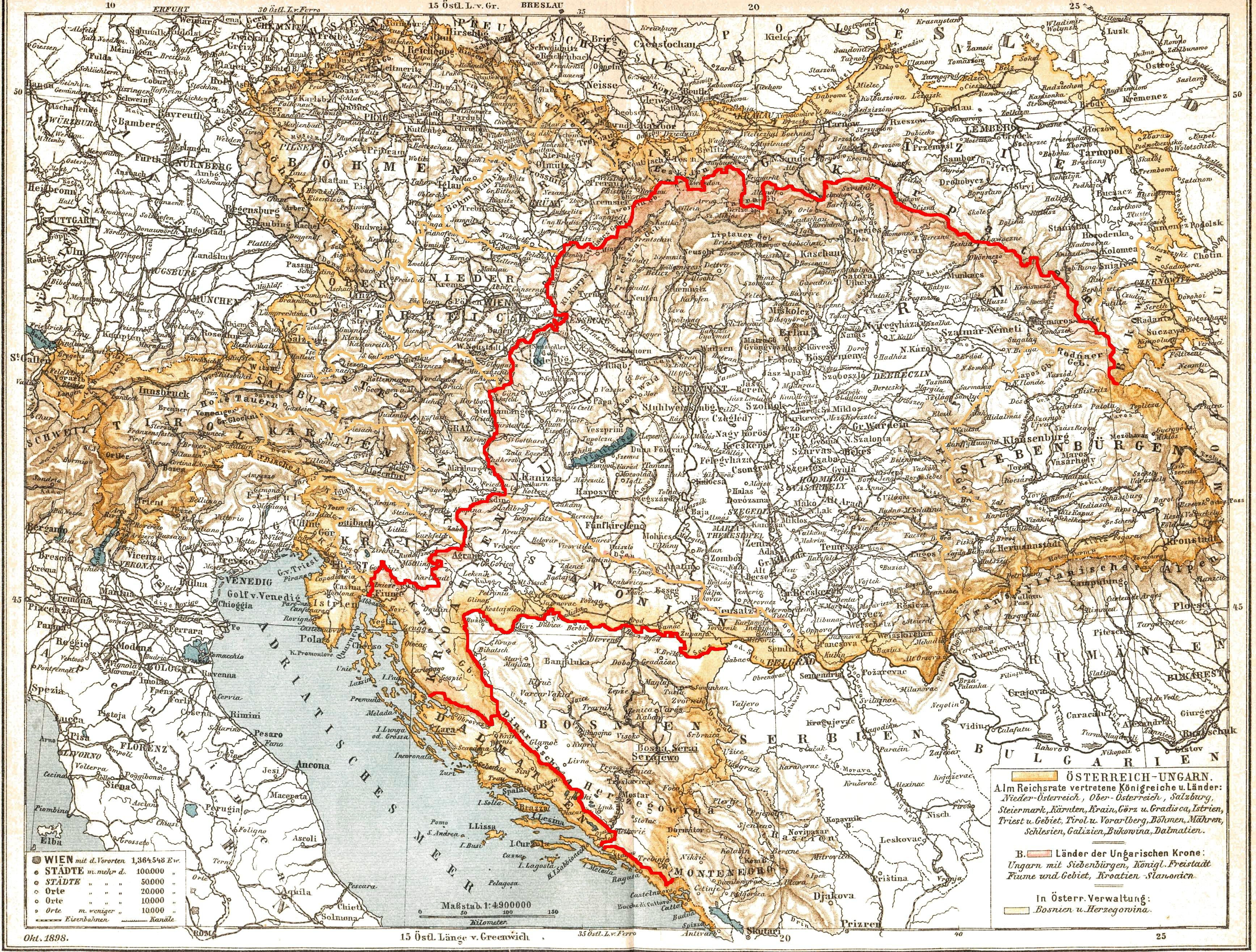
Oostenrijk-Hongarije in 1898, de grenzen tussen Oostenrijk, Hongarije en het geannexeerde gebied Bosnië zijn rood aangegeven, de grenzen tussen de kroonlanden oranje

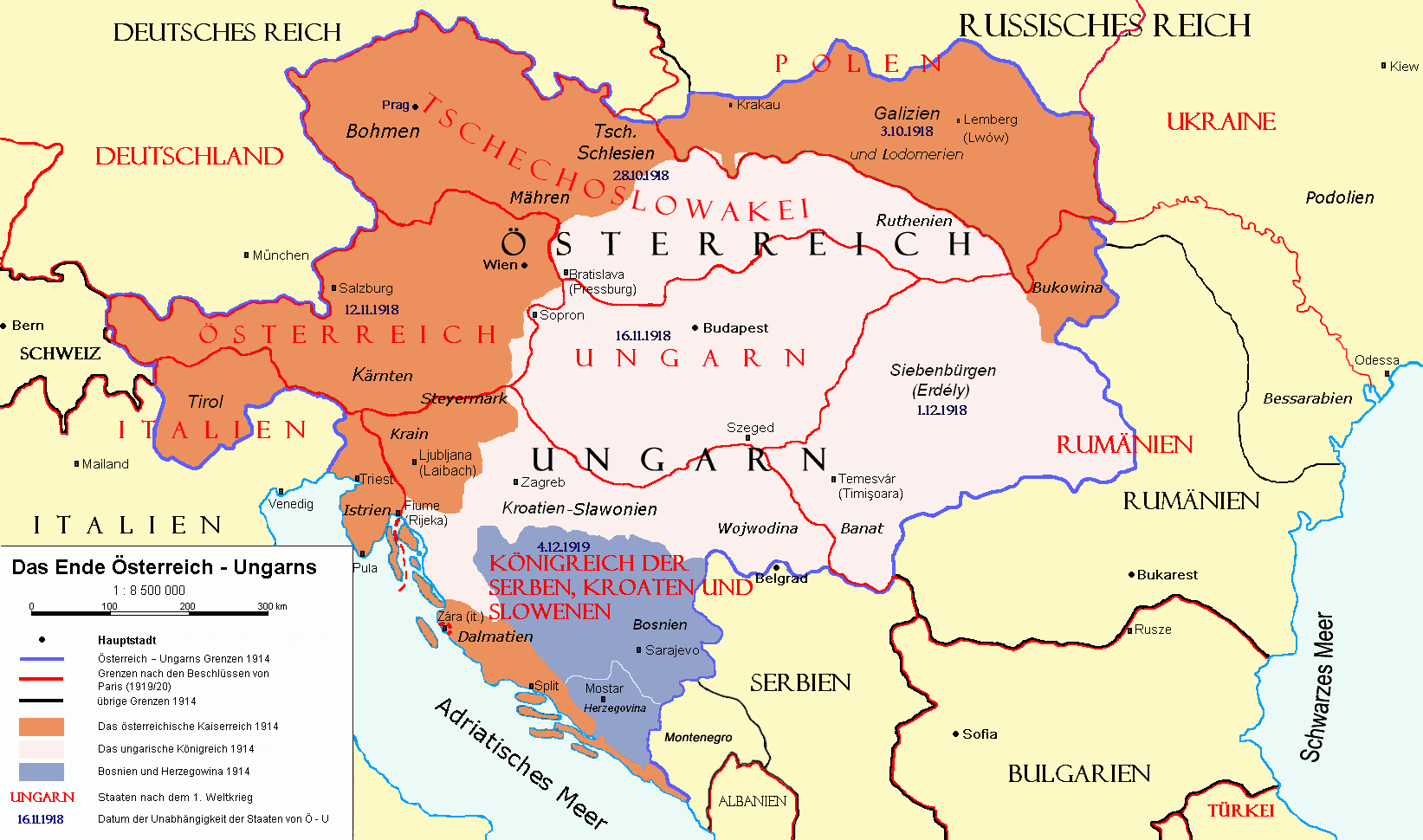
Kaart van Oostenrijk-Hongarije

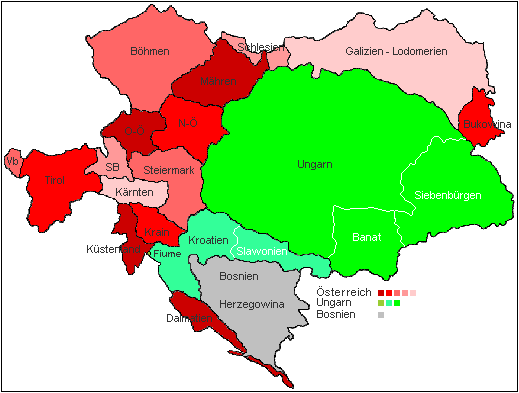
Kaart van de bestuurlijke indeling van het land (de in wit geschreven namen behoren tot het gebied met dezelfde kleur in het zwart geschreven)

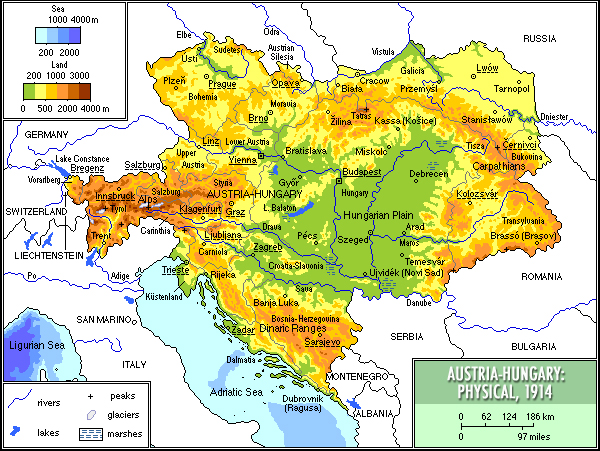
Hoogtekaart van Oostenrijk-Hongarije in 1914

Oostenrijk-Hongarije (ook bekend als de Donaumonarchie, het Oostenrijks-Hongaarse Rijk, de Oostenrijks-Hongaarse monarchie of de k.u.k.-Monarchie) was een constitutionele monarchistische unie tussen de kronen van het keizerrijk Oostenrijk en koninklijk Hongarije in Centraal-Europa. 
De unie was een gevolg van de Ausgleich (1867), waarin het huis Habsburg toestond de macht te delen met de gescheiden Hongaarse regering, en zo dus toestond het grondgebied van het voormalige keizerrijk Oostenrijk te verdelen onder hen. De Oostenrijkse en Hongaarse landen werden onafhankelijke entiteiten die een gelijke status genoten. De monarchie bestond uit het hedendaagse Oostenrijk, Hongarije, Bosnië en Herzegovina, Kroatië, Tsjechië, Slowakije, Slovenië en delen van Italië, Montenegro, Polen, Roemenië, Servië en Oekraïne.
Oostenrijk-Hongarije was een multinationale monarchie en een van 's werelds grootste mogendheden op dat moment.  De dubbelmonarchie bleef 51 jaar bestaan, tot ze op 31 oktober 1918 werd ontbonden na een militaire nederlaag op het Italiaans front van de Eerste Wereldoorlog.

## Voorgeschiedenis
De vereniging van Oostenrijk met Hongarije werd omstreeks 1510 ingeleid met een erfovereenkomst tussen de vader van aartshertogin Anna van Bohemen, Vladislav II, koning van Bohemen en Hongarije en de grootvader van aartshertog Ferdinand van Oostenrijk, keizer Maximiliaan I van Oostenrijk. Aangevuld met een huwelijksovereenkomst die regelde dat Anna in 1521 trouwde met Ferdinand, broer van de latere keizer Karel V. Na de dood van Vladislav en Anna's broer Ludwig in de Slag bij Mohács in 1526 vererfden Bohemen en Hongarije aan Anna (Hongarije was toen deels bezet door het Ottomaanse Rijk). Zo werd zij de stammoeder van de Oostenrijkse lijn van de Habsburgers.
In die tijd was Oostenrijk nog het dominante deel van het Heilige Roomse Rijk en Ferdinand I droeg onder andere de keizerskroon na de abdicatie van zijn broer. Hongarije stond buiten dit Heilige Roomse Rijk, Bohemen niet.
Na overlijden van Anna en later de niet hertrouwde Ferdinand, werd hun oudste zoon Maximiliaan keizer van het Heilige Roomse Rijk, koning van Bohemen en Hongarije en aartshertog van Oostenrijk. Door een lange rij strategische huwelijken bleven alle grondgebieden in handen van de dynastiën Habsburg en Wittelsbach.
Met de Franse Revolutie ging Oostenrijk zich meer richten op Hongarije. Het Heilige Roomse Rijk hield op te bestaan in 1806 en de laatste keizer, Frans II, ook aartshertog van Oostenrijk, werd als Frans I keizer van Oostenrijk. Met de toenemende invloed van Pruisen in de Duitse Bond (een confederatie van Duitse staten), ten koste van Oostenrijk, werd de belangstelling voor Hongarije verder aangewakkerd.
De Hongaren zelf waren niet tevreden met de unitaire staat Oostenrijk. In het revolutiejaar 1848 kwamen ze in opstand, net als de Slavische volkeren in de monarchie. De opstand kon alleen met steun van Rusland worden neergeslagen. De innerlijke samenhang van het rijk was echter sterk verzwakt, en Oostenrijk werd verder verzwakt door de opkomst van het Duitsland van Bismarck en de eenwording van Italië. De Hongaren bleven erkenning eisen van Hongarije als apart koninkrijk onder de heerschappij van de Habsburgers en gingen in passief verzet tegen de Oostenrijkse onderdrukkers.
Het Habsburgse rijk was een door veroveringen en vooral erfenissen verzameld gebied in Midden- en Oost-Europa. Totdat in 1867 de dubbelmonarchie van Oostenrijk en Hongarije werd gesticht, was er geen duidelijke staatkundige samenhang in wat de "Kroonlanden" werden genoemd. De Habsburgers regeerden over Duitsers waaronder Tirolers, Hongaren, Italianen, Tsjechen, Slowaken, Polen, Slaven en Oekraïners. De monarchie kon niet op de steun van de Hongaren rekenen en bouwde veeleer op de Duitssprekende bevolking.
Omdat voor het gezag van een Hongaars koning de kroning met de Heilige Stefanskroon allesbepalend was, werd Ferdinand I van Oostenrijk al op 28 september 1830, vóór de dood van zijn vader, tot koning van Hongarije gekroond. Frans Jozef I werd pas op 8 juni 1867 gekroond maar de politiek en militair in het nauw gebrachte Karel van Oostenrijk liet zich in 1916 haastig kronen.
Alleen van de officieren in het leger, een bevoorrechte kaste binnen de maatschappij, konden de Habsburgse heersers volledige loyaliteit verwachten. Aan het einde van de Eerste Wereldoorlog riepen de nieuwe regeringen in Praag en Boedapest hun soldaten op om naar huis te gaan en zo viel het leger uiteen.

## Dubbelmonarchie
Na de Oostenrijkse nederlaag tegen Pruisen in de oorlog van 1866 was de keizerlijke regering niet langer in staat de eisen van de Hongaren te negeren. Deze kregen hun zin in 1867, toen door het Oostenrijks-Hongaars Compromis (de Ausgleich) Frans Jozef aan Hongarije dezelfde status gaf als Oostenrijk. De Slavische volkeren in de monarchie werden in dit proces echter geheel buiten spel gezet.
Met de Ausgleich kregen de Duitse en Hongaarse bevolkingsgroepen een geprivilegieerde positie. De andere volken, die samen een kleine meerderheid vormden, werden in de dubbelmonarchie op een zijspoor gezet, hetgeen met name bij de Tsjechen op groeiende weerstand stuitte. In mei 1867 hield Frans Jozef een rede in de Rijksraad waarin hij "gleiche Sicherheit (als de Hongaren hadden gekregen) für die übrigen Königsreiche und Länder" beloofde. De scheidingslijn ging niet langs historische lijnen (Bohemen ressorteerde tot 1526 onder dezelfde dynastie als Hongarije), maar werd getrokken langs de rivier de Leitha. Oostenrijk (samen met onder meer Bohemen, dat deel uitmaakte van Oostenrijk) werd Cisleithanië, Hongarije (inclusief Slowakije, Kroatië, Transsylvanië en het Banaat) werd Transleithanië. De Hongaren kenden een zeer grote interne autonomie. Defensie, buitenlandse zaken en financiën werden federale aangelegenheden. Nadat Bosnië in 1908 geannexeerd was, werd dit gebied op federaal niveau bestuurd (vanuit het ministerie van financiën).
De volgende historische bestuurseenheden (de kroonlanden) maakten deel uit van de rijksdelen:
- Cisleithanië
  - Koninkrijk Bohemen
  - Koninkrijk Dalmatië
  - Koninkrijk Galicië en Lodomerië
  - Aartshertogdom Oostenrijk beneden de Enns
  - Aartshertogdom Oostenrijk boven de Enns
  - Hertogdom Boekovina
  - Hertogdom Karinthië
  - Hertogdom Krain
  - Hertogdom Salzburg
  - Hertogdom Silezië
  - Hertogdom Stiermarken
  - Markgraafschap Moravië
  - Vorstelijk Graafschap Tirol
    - Land Vorarlberg

  - Kroonland Primorska of Küstenland
    - Vorstelijk graafschap Görz en Gradisca
    - Stad Triëst en haar gebied
    - Markgraafschap Istrië

- Transleithanië
  - Koninkrijk Hongarije
    - Grootvorstendom Transsylvanië

  - Koninkrijk Kroatië en Slavonië
  - Stad Fiume
- Bosnië en Herzegovina dat in 1908 ingelijfd werd.

Zie ook: Lijst van vlaggen van Oostenrijks-Hongaarse deelgebieden

## Interne zaken
Oostenrijk-Hongarije moest voortdurend afrekenen met communautaire kwesties, wat - ondanks de grote populariteit van Frans Jozef I - het rijk voortdurend verzwakte. Frans Jozef was niet per se tegen verdere decentralisatie, onder andere door de Slaven zelfbestuur te willen toekennen. Hierdoor kon de invloed van de Hongaren worden beperkt. Verdere decentralisatie, in concreto trialisme (met de Tsjechen als derde partner), werd echter tegengegaan door de Oostenrijkse en Hongaarse elites, die uiteindelijk aan het langste eind trokken. Een politiek van verzwakking van Hongarije en versterking van de positie van de Slavische volkeren werd ook bepleit door de troonopvolger Frans Ferdinand. Hij had een plan gemaakt voor een federatie waarin elke bevolkingsgroep autonomie zou krijgen binnen de Verenigde Staten van Oostenrijk.

### Eerste Wereldoorlog
Frans Ferdinand werd echter in 1914 in Sarajevo (in deelstaat Bosnië en Herzegovina) vermoord. Deze moord was een katalysator in verschillende vijandelijkheden en bondgenootschappen, en vormde de aanleiding tot de Eerste Wereldoorlog. Oostenrijk-Hongarije wilde afrekenen met Servië, dat voor de moord aansprakelijk werd gehouden. Het kreeg onvoorwaardelijke steun van de kant van Duitsland, ook al zou dit tot oorlog met Rusland leiden.
Al vroeg in de oorlog verging het Oostenrijk-Hongarije zeer slecht. Bij de Slag bij Lemberg werd het Oostenrijks-Hongaarse leger gedecimeerd en gaven veel Slavische soldaten zich over aan de Russen en boden zelfs aan om voor hen te vechten.
Frans Jozef overleed in 1916 en werd opgevolgd door zijn achterneef Karel. Maar Oostenrijk-Hongarije overleefde de oorlog niet. Het land was te heterogeen om de last van een totale oorlog te kunnen dragen. Doordat het land veel verschillende bevolkingsgroepen binnen zijn grenzen had, was er weinig gevoel van eenheid. De meeste bevolkingsgroepen eisten echter slechts autonomie en wilden zich niet per se losmaken van het keizerrijk.
De centralen, waaronder Oostenrijk-Hongarije, verloren de oorlog. Het Verdrag van Saint-Germain (1919) bezegelde het lot van het imperium.
- de geallieerden zegden stukken Oostenrijk-Hongarije toe om landen over te halen zich bij hen aan te sluiten (hetgeen lukte bij Italië en Roemenië)
- Servië en Italië wilden delen van het land annexeren
- de wens van autonomie werd niet toegekend aan de bevolkingsgroepen

Dit laatste leidde tot streven naar onafhankelijkheid, of aansluiting zoeken bij een land waarin mensen van dezelfde bevolkingsgroep leefden.

Oostenrijk-Hongarije viel na de nederlaag uiteen in Tsjecho-Slowakije (de noordelijke Slaven), de Staat van Slovenen, Kroaten en Serven (de zuidelijke Slaven), Oostenrijk, Hongarije. Transsylvanië viel toe aan Roemenië. Andere delen van het land gingen naar Polen (Galicië ) en Italië (Trentino, Zuid-Tirol, West-Slovenië, Istrië en delen van Dalmatië).

## Politiek
Oostenrijk was oorspronkelijk een unitaire staat, maar werd opgesplitst in twee delen in 1867. Deze politiek heet dualisme. Dit was nodig, omdat de Hongaren steeds nadrukkelijker om autonomie vroegen en de macht van het immense rijk taande. Deze politiek was succesvol, doordat ze de Hongaren suste. Anderzijds werd het verworpen door de Slavische volkeren, met name de Tsjechen, Slowaken, Kroaten en Slovenen, die een eigen derde rijksdeel verlangden. Dit trialisme, dat mede verwoord werd door de aanhangers van het austroslavisme, zou een Tsjechische ( Bohemen en Moravië) respectievelijk een Zuid-Slavische (Kroatië en Slovenië omvattende) entiteit vormen, naast de al bestaande Oostenrijkse en Hongaarse rijksdelen.
Bij de Hongaarse en Oostenrijkse elites, die vreesden hun macht te verliezen ten gunste van de Tsjechen, was dit idee niet populair. Zo mondde het protest van de Tsjechen in aanloop naar de grondwet van 1867 na jaren ruzie uit in een voorstel voor een zwakke autonomie voor de Tsjechen (1871), maar werd dit weer getorpedeerd door de regering met goeddunken van Frans Jozef I.
Frans Jozefs neef en vermoedelijke opvolger aartshertog Frans Ferdinand pleitte na de eeuwwisseling voor autonomie ten gunste van de Slaven (de Tsjechen, ook de Kroaten en de Bosniërs na de inlijving van Bosnië en Herzegovina, maar niet de Slovenen). Ook het idee van een Oostenrijkse federatie dook in de omgeving van Frans Ferdinand op, in de tijd toen deze tegen de Duits-Oostenrijkse christen-socialen van Wilhelm Miklas aanschurkte. Dit idee moet eerder worden gezien als een herstel van een unitair Oostenrijk op basis van de vaak etnisch gemengde kroonlanden en dus als een afschaffing van de Hongaarse status aparte, dan als een verwezenlijking van het zelfbeschikkingsrecht van de verschillende Slavische aspiraties.
Dit idee van de troonopvolger, zowel het trialisme noch de "unitair-federale" monarchie, heeft nooit kans van slagen gehad. Het dualisme is sinds zijn invoering feitelijk nooit hervormd en vormde zelfs een obstakel op weg naar enige verdere federalisering. Men neemt aan dat verdere decentralisatie zich zou hebben doorgezet indien het land was blijven bestaan, al dan niet door externe inmenging. Tegen het eind van de Eerste Wereldoorlog werd met name door de Amerikanen onderzoek in deze richting verricht.
Het land zelf was een zeer losse federatie, haast een confederatie. Buitenlandse politiek was een federale materie, net als het leger. Binnen hun grenzen hadden de Oostenrijkers en de Hongaren een zeer grote autonomie.
Beiden voerden dan ook een zeer verschillende politiek. Oostenrijk kende aan zijn minderheden bepaalde autonomie toe. De Tsjechen konden vrijuit hun taal spreken, werden er ook in onderwezen op eigen scholen en zelfs een eigen universiteit. De situatie was voor de Kroaten, Slowaken, Slovenen, Italianen, Oekraïners niet dezelfde. Hongarije daarentegen voerde een zeer strenge magyarisatie door, die de Hongaarse taal en cultuur wilde opleggen in het hele gebied van het koninkrijk Hongarije, hoewel de Hongaren maar de helft van de inwoners waren van dat gebied. Alleen de Kroaten konden via het Hongaars-Kroatische Compromis van 1868 rekenen op een beperkte autonomie, maar dat akkoord werd al snel door de Hongaren opzij geschoven.
Deze communautaire twisten kenmerken het hele bestaan van Oostenrijk-Hongarije, en zouden zonder de Eerste Wereldoorlog uiteindelijk tot separatisme of een verdere decentralisatie hebben geleid.

## Demografie
| Duitsers   | 24% |
| Hongaren   | 20% |
| Tsjechen   | 13% |
| Polen      | 10% |
| Roethenen  | 8%  |
| Roemenen   | 6%  |
| Kroaten    | 5%  |
| Slowaken   | 4%  |
| Serven     | 4%  |
| Slovenen   | 3%  |
| Italianen  | 3%  |
| Bosniakken | 2%  |

Oostenrijk-Hongarije was een multinationale staat, met verschillende etnische groepen op zijn grondgebied, hoofdzakelijk Duitsers, Hongaren en Tsjechen, maar ook Polen, Kroaten, Slowaken, Italianen, Slovenen en Roemenen. Van deze groepen hadden enkel de Duits-Oostenrijkers en de Hongaren reële politieke macht.

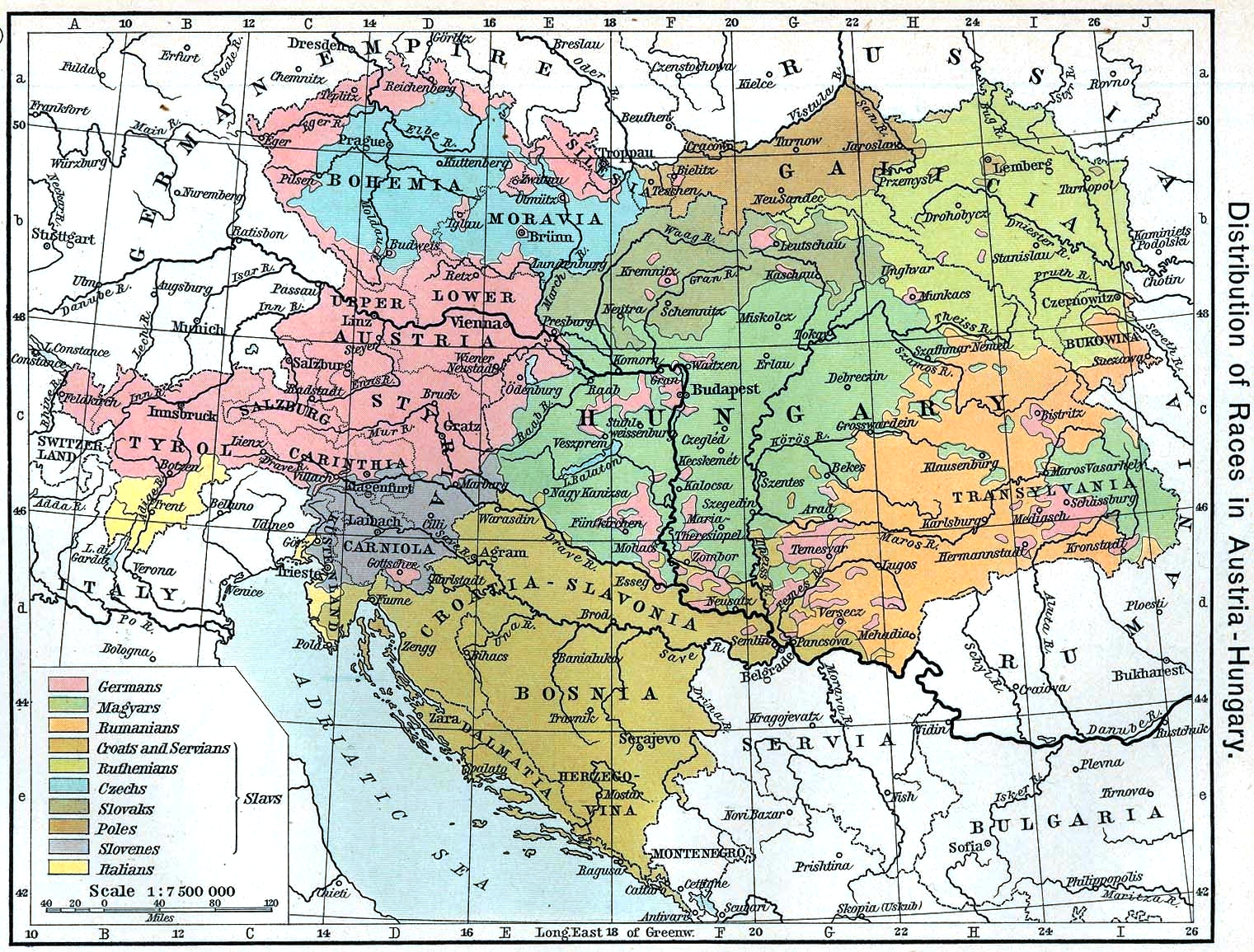
Volken in Oostenrijk-Hongarije in 1911.

## Bestuur

### Keizers van Oostenrijk en koningen van Hongarije

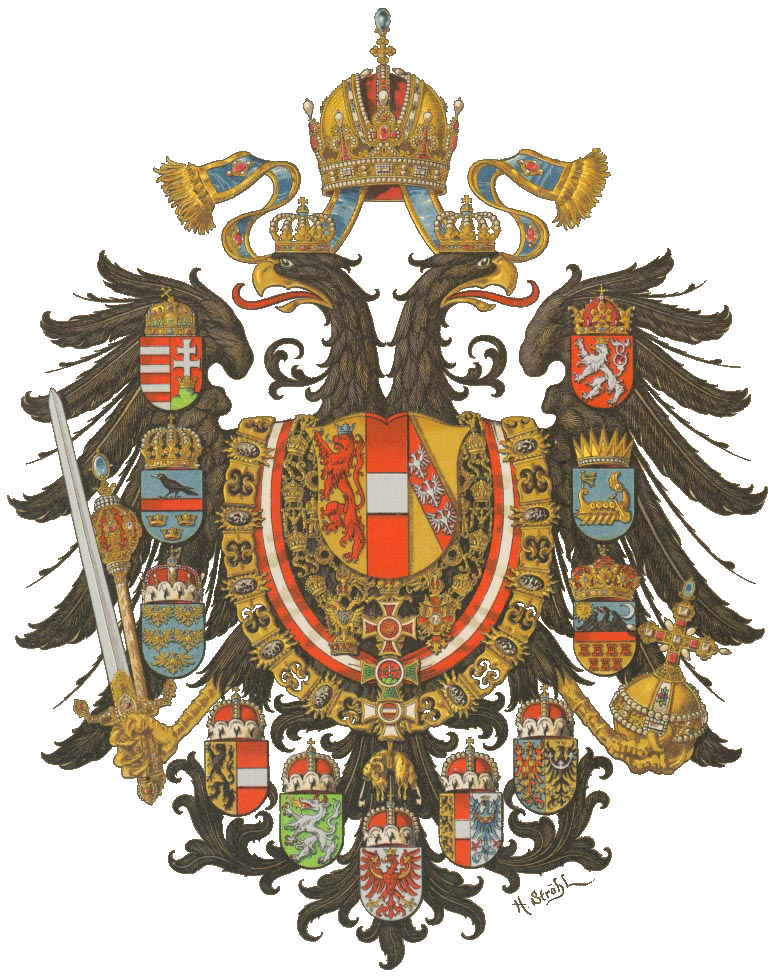
Het grote wapen van de keizer met de wapenschilden van al zijn kroonlanden op de vleugel van adelaar

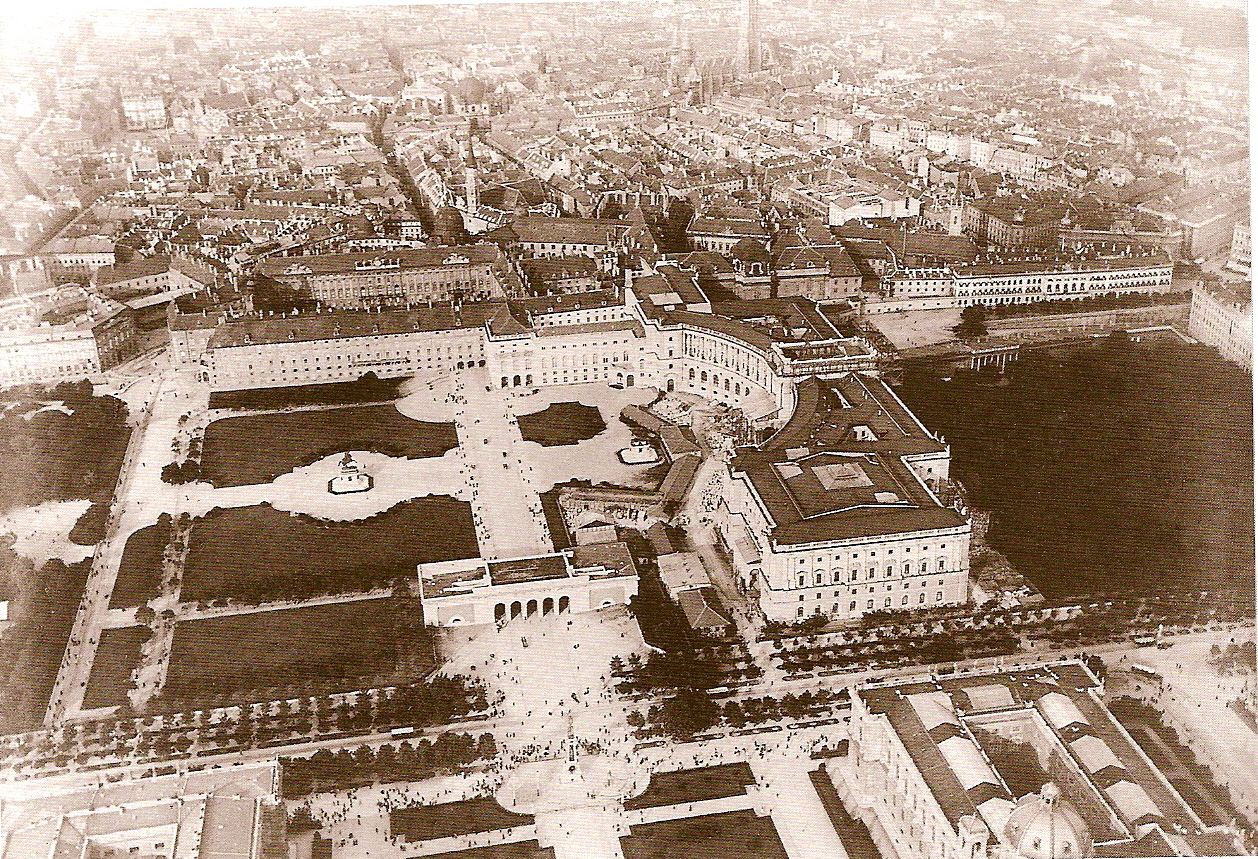
De Hofburg in Wenen was een van de residenties van de Habsburgers

| Keizer en koning              | Keizer en koning                       | Regeringsperiode                    | Echtgenote                                        | Echtgenote |
| ----------------------------- | -------------------------------------- | ----------------------------------- | ------------------------------------------------- | ---------- |
|                               | Frans Jozef Franz Joseph I (1830-1916) | 8 juni 1867 – 21 november 1916      | Elisabeth in Beieren Elisabeth (Sisi) (1837-1898) |            |
|                               | Karel Karl I (1887-1922)               | 21 november 1916 – 12 november 1918 | Zita van Bourbon-Parma Zita (1892-1989)           |            |
| Nooit formeel monarch geweest |                                        |                                     |                                                   |            |

### Premiers
- Lijst van premiers van Oostenrijk
- Lijst van premiers van Hongarije

### Ministers van Buitenlandse Zaken
Dit ambt was een gezamenlijke aangelegenheid.
- Ferdinand von Beust (1867-1871)
- Gyula Andrássy (1871-1879)
- Heinrich von Haymerle (1879-1881)
- Gustav Kálnoky 1881-1895)
- Agenor Maria Gołuchowski (1895-1906)
- Alois Lexa von Aehrenthal (1906-1912)
- Leopold Berchtold (1912-1915)
- István Burian von Rajecz (1915-1916)
- Ottokar Czernin (1916-1918)
- István Burian von Rajecz (1918)
- Gyula II Andrássy (1918)
- Ludwig von Flotov (1918)

## Heraldiek
In de 19e eeuw waren nationale symbolen zoals wapens en vlaggen nog van groot belang. Voor de dubbelmonarchie werd een wapen gekozen waarin het met een beugelkroon versierde wapenschild van het huis Habsburg-Lotharingen de verbinding tussen het "Oostenrijkse" en het Hongaarse wapen was. Zo werd de daaromheen gehangen keten van de Orde van het Gulden Vlies waarvan het hoofd van het huis Habsburg de souverein is ook in het wapen opgenomen. Vier andere ordetekens, de Militaire Orde van Maria Theresia aan een lint, de Orde van Sint-Stefanus en de Leopoldsorde, beiden aan hun keten, hangen daar volgens anciënniteit onder. Zo wordt gezondigd tegen de regel dat de hoogste orde de langste keten heeft en onderaan hangt.
In het "Oostenrijkse" schild zijn alle kroonlanden door een kwartier of veld vertegenwoordigd.
De wapenspreuk is in het Latijn en Hongaars "Ondeelbaar". Door voor Latijn te kiezen werd vermeden dat er tussen Duits en Tsjechisch moest worden gekozen.
Als schildhouders zijn een griffioen en een engel naast de schilden geplaatst.